# Менабе
Менабе (на френски: Menabe) е един от двадесет и двата региона на Мадагаскар.
- Столица: Морондава
- Площ: 46 121 км²
- Население (по преброяване през май 2018 г.): 700 577 души
- Гъстота на населението: 15,19 души/км²[1]

Регион Менабе е разположен в провинция Толиара, в западната част на страната и има широк излаз на Индийския океан. Разделен е на 5 района.